# Son nom crie vengeance
Pour plus de détails, voir Fiche technique et Distribution.
Son nom crie vengeance (Il suo nome gridava vendetta) est un western spaghetti italien sorti en 1968, réalisé par Mario Caiano.

## Synopsis
Davy Flanagan, revenu de la guerre de Sécession, se souvient d'avoir été frappé à la tête et de s'être enfui de l'hôpital. Il a ensuite été pris par un chasseur de primes qui le livre à la justice à Dixon. Mais Davy parvient à s'enfuir et réapprend à se servir des armes, et revient à Dixon pour faire la lumière sur son passé.

## Fiche technique
- Titre français : Son nom crie vengeance[1]
- Titre original italien : Il suo nome gridava vendetta
- Genre : Western spaghetti
- Réalisation : Mario Caiano (sous le pseudo de William Hawkins)
- Scénario : Mario Caiano, Tito Carpi
- Musique : Robby Poitevin
- Production : Bianco Manini pour Patry Film, Selenia Cinematografica
- Photographie : Enzo Barboni
- Montage : Renato Cinquini
- Format d'image : 2,35 : 1
- Durée : 94 minutes
- Année de sortie : 1968
- Pays :  Italie
- Langue originale : italien
- Distribution en Italie : Indipendenti Regionali
- Date de sortie en salle en France : 4 août 1971[1]

## Distribution
- Anthony Steffen : Davy Flanagan
- William Berger : Sam Kellogg
- Ida Galli (sous le pseudo d'Evelyn Stewart) : Liza
- Robert Hundar : Clay Hackett
- Mario Brega : Dirty
- Raf Baldassarre : Jack
- Fortunato Arena : Crazy Joe
- Rossella Bergamonti
- Umberto Di Grazia : un homme de Crazy Joe
- Rocco Lerro : un homme de Crazy Joe
- Jean Louis : un chasseur de primes
- Osiride Pevarello (it) : un pistolero
- Renzo Pevarello : le père de Bud
- Claudio Ruffini : Bud